# 马雷讷
马雷讷（法語：Marennes，發音：[maʁɛn] ⓘ）是法国滨海夏朗德省罗什福尔区曾经的一个市镇，位于该省西部，面积20.09平方千米，2018年1月1日人口为5,637人。其以生蚝闻名。2019年1月1日，马雷讷与市镇耶尔斯-布鲁阿日合并为新市镇马雷讷-耶尔斯-布鲁阿日，并成为了马雷讷-耶尔斯-布鲁阿日的委派市镇。

## 地理
马雷讷（45°49'21"N, 1°6'19"W）面积20.09平方千米，位于法国新阿基坦大区滨海夏朗德省，坐落于大西洋沿岸的一片滩涂之上，是法国大陆前往奥莱龙岛的必经之路。
与马雷讷接壤的市镇（或旧市镇、城区）包括：布尔瑟弗朗-勒沙皮、耶尔斯-布鲁阿日、圣瑞斯特-吕扎克、拉特朗布拉德。
马雷讷的时区为UTC+01:00、UTC+02:00（夏令时）。

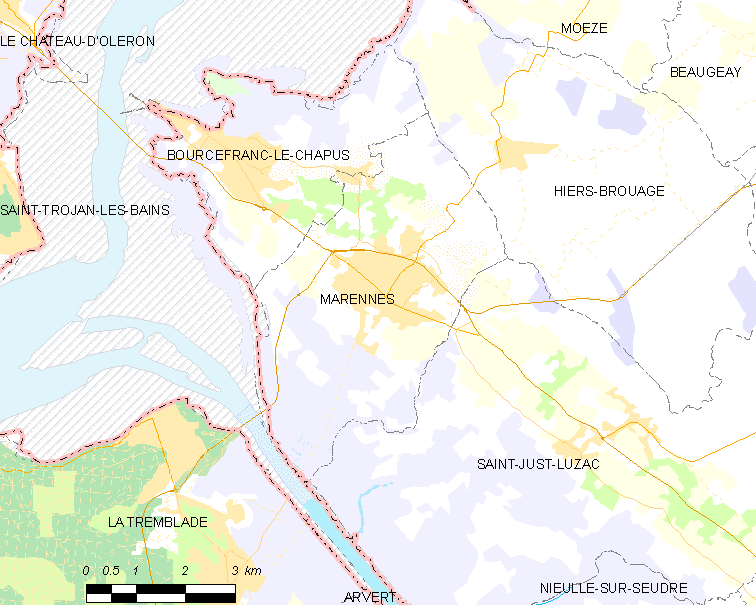
马雷讷的OSM定位图

## 行政
马雷讷的邮政编码为17320，INSEE市镇编码为17219。

## 政治
马雷讷所属的省级选区为马雷讷县。

## 人口

1962-2008年间马雷讷人口变化图示

马雷讷于2018年1月1日时的人口数量为5637人。